# Тельес Хирон-и-Васкес де Акунья, Альфонсо
Альфонсо Теллес Хирон-и-Васкес де Акунья (ок. 1380—1449) — кастильский дворянин, сеньор Фречилья и член дома Хиронов.

## Биография
Второй сын Мартина Васкеса де Акунья, 1-го графа Валенсии де дон Хуан (1357—1417), от первого брака с Терезой Теллес Хирон.
В 1431 году он вместе с королем Кастилии Хуаном II и Альваро де Луна участвовал в Гранадской кампании, которая привела к битве при Ла-Игеруэле. Это привело к соответствующей победе, которая дала Альфонсо солдата от монарха за службу ему с тридцатью копьями.
В допросе, проведенном в 1441 году по поводу просьбы об аннулировании брака его сына Хуана Пачеко с Ангелиной де Луна, племянницей констебля Альваро де Луна, говорится, что Альфонсо был сеньором восьмисот вассалов в епископстве Куэнка и что его дом служил королю с восемьюдесятью копьями, а также что он владел поместьями в Вильямайоре, между Вильяльпандо и Вильяфречосом, от своей тети Марии Хирон.
В 1444 году принц Энрике, столкнувшись с запутанной правовой ситуацией в сеньории Вильена, уполномочил Альфонсо Теллеса Хирона занять города, входящие в его состав (Альманса, Эльин, Альбасете, Чинчилья-де-Монтеарагон, Вильена). Позже он передаст контроль над территорией его старшему сыну, действующему в будущем во время его правления, Хуану Пачеко.
Он похоронен в Соборной церкви Сан-Бартоломе в Бельмонте.

## Брак и потомство
Он женился в 1415 году на Марии Пачеко, сеньоре Бельмонте, единственной дочери и наследнице Жуана Фернандеса Пачеко и Инес Теллес де Менесес, внучке португальца Диего Лопеса Пачеко (1304—1393). Оба были родственниками, поэтому у них должна была быть папская булла о разрешении.
От этого брака родились двое детей, которые были двумя из самых видных фигур при дворе короля Энрике IV :
- Хуан Пачеко, 1-й маркиз Вильена, 1-й граф Шикена и 1-й герцог Эскалона (1419—1474)
- Педро Хирон, 1-й лорд Уруэнья (1423—1466), магистр Ордена Калатравы, от которого происходят герцоги Осуна.